# توفيق المستاوي
توفيق المستاوي فنان تونسي ملتزم برز في الثمانينات وغنى بمدارج الجامعة التونسية، مثل فنانين آخرين منهم الهادي قلة ومحمد بحر والأزهر الضاوي. وقد غنى للقضايا القومية والوطنية، وقد كانت أغانيه تجد تجاوبا كبيرا من قبل الإسلاميين. ومن بين من غنى لهم الشيخ إمام ومارسيل خليفة.

## من أغانيه
- أهل الوطن
- عورات عربية
- خالد و صحبته
- مأساة لبنان
- مسيح دجال
- وطن الحب و الألم
- من عشرة سنين
- أهو دا الي صار
- عليك صلاة النبي
- يا شادي الألحان
- دور يا كلام
- جفنه علم الغزل
- قبّل الأرض
- منتصب القامة أمشي، لمارسيل خليفة
- صحت وجدا
- تنام القدس